# Isla de Escombreras
Isla de Escombreras är en ö i Spanien.   Den ligger i provinsen Murcia och regionen Murcia, i den sydöstra delen av landet, 400 km sydost om huvudstaden Madrid.
Terrängen på Isla de Escombreras är mycket platt.